# Washington megye (Kentucky)
Washington megye az Amerikai Egyesült Államokban, azon belül Kentucky államban található. Megyeszékhelye és legnagyobb városa Springfield. Lakosainak száma 12 027 fő (2020. április 1.). Washington megye Anderson, Boyle, Mercer, Marion és Nelson megyékkel határos.

## Népesség
A megye népességének változása:
| Lakosok száma | 11 775 | 11 809 | 11 861 | 11 875 | 12 063 | 12 027 |
|               | 2010   | 2011   | 2012   | 2013   | 2015   | 2020   |